# Bonisiolo
Bonisiolo (Bonixioło /boni'ziɔeo/ o Bonixiol /boni'ziɔl/ in veneto) è una frazione del comune di Mogliano Veneto. Costituisce inoltre una delle nove circoscrizioni del comune (quartiere 3 - Bonisiolo).

## Geografia fisica

### Territorio
È la frazione più lontana dalla sede comunale, distando circa 8 km dal centro di Mogliano in direzione nord-est. L'abitato è in continuità con le ultime costruzioni di Casale sul Sile, sviluppandosi lungo via Altinia, l'antica strada che collegava Mogliano alla zona di Altino e oggi laterale della strada provinciale 64 "Zermanese" - via Casale sul Sile).
Bonisiolo sorge praticamente al centro dell'area compresa tra i fiumi Zero e Sile, che si trovano rispettivamente più a sud e più a nord dell'abitato. Tra gli altri corsi d'acqua, si ricordano il Rivolo (2,62 km), modesto canale affluente del Servetta, la Fossa d'Argine, all'estremità orientale del territorio, e i canali Acque Alte e Acque Basse, legati alle bonifiche che si estendono a sudest.

### Clima
Le caratteristiche climatiche sono proprie della pianura Padana: estati molto calde e tendenzialmente afose ed inverni piuttosto freddi, con temperature che scendono spesso sotto allo zero (minime che raramente posso toccare i -10 gradi C). Le stagioni con più alto tasso pluviometrico sono l’autunno e la primavera. Anche l’inverno conta un alto tasso di precipitazioni, non del tutto estranea la neve. 
Presso l'azienda agricola "Diana", associata a Veneto Agricoltura, ha sede una stazione meteorologica gestita dall'ARPA Veneto.

## Storia
Secondo Carlo Agnoletti, Bonisiolo dovrebbe essere un composto dei termini latini bonum e solum, cioè "suolo buono". Confermerebbe ciò anche il toponimo Altobello, riferito alla zona a sud-ovest dell'abitato, indicante un terreno più elevato e fertile. Questa ipotesi potrebbe richiamare a delle opere di bonifica, condotte forse dai monaci dell'Abbazia di Santa Maria Assunta. Un'altra teoria lo avvicina al nome proprio medievale Bonus o Bonius, rimandando a un proprietario locale.
Tuttavia Bonisiolo è entrata sotto la giurisdizione di Mogliano solo in un'epoca relativamente recente. La chiesa di Sant'Andrea, citata con il toponimo nel 1152, era una cappella del monastero di Casier (a sua volta legato all'Abbazia di San Zeno di Verona), ma, nel Trecento, dipendeva dalla pieve di Casale. Certamente la località non ebbe grande importanza nel medioevo, come dimostrano le scarse menzioni negli scritti antichi: una bolletta di pagamento del 1336 attesta che due suoi abitanti furono premiati per avere ucciso due lupi; si sa inoltre che nel 1330 prè Bello, rettore della cappella di Sant'Andrea, aveva raccolto con una colletta 5 lire venete per supportare la guerra contro i Turchi, e che analogamente, nel 1344, il successore prè Bonsignore ne inviò 15.
Solo a partire dal 1470, anno in cui la Madonna sarebbe apparsa ad una sordomuta, Bonisiolo assunse una certa importanza come meta di pellegrinaggi.
Il 1º gennaio 1819 Bonisiolo entrò finalmente a far parte del comune di Mogliano, prima di allora diviso in Mogliano di Mestre e Mogliano di Treviso. Ancor prima, sotto la Serenissima, aveva fatto parte della podesteria di Mestre.

## Luoghi di interesse culturale

### La parrocchiale

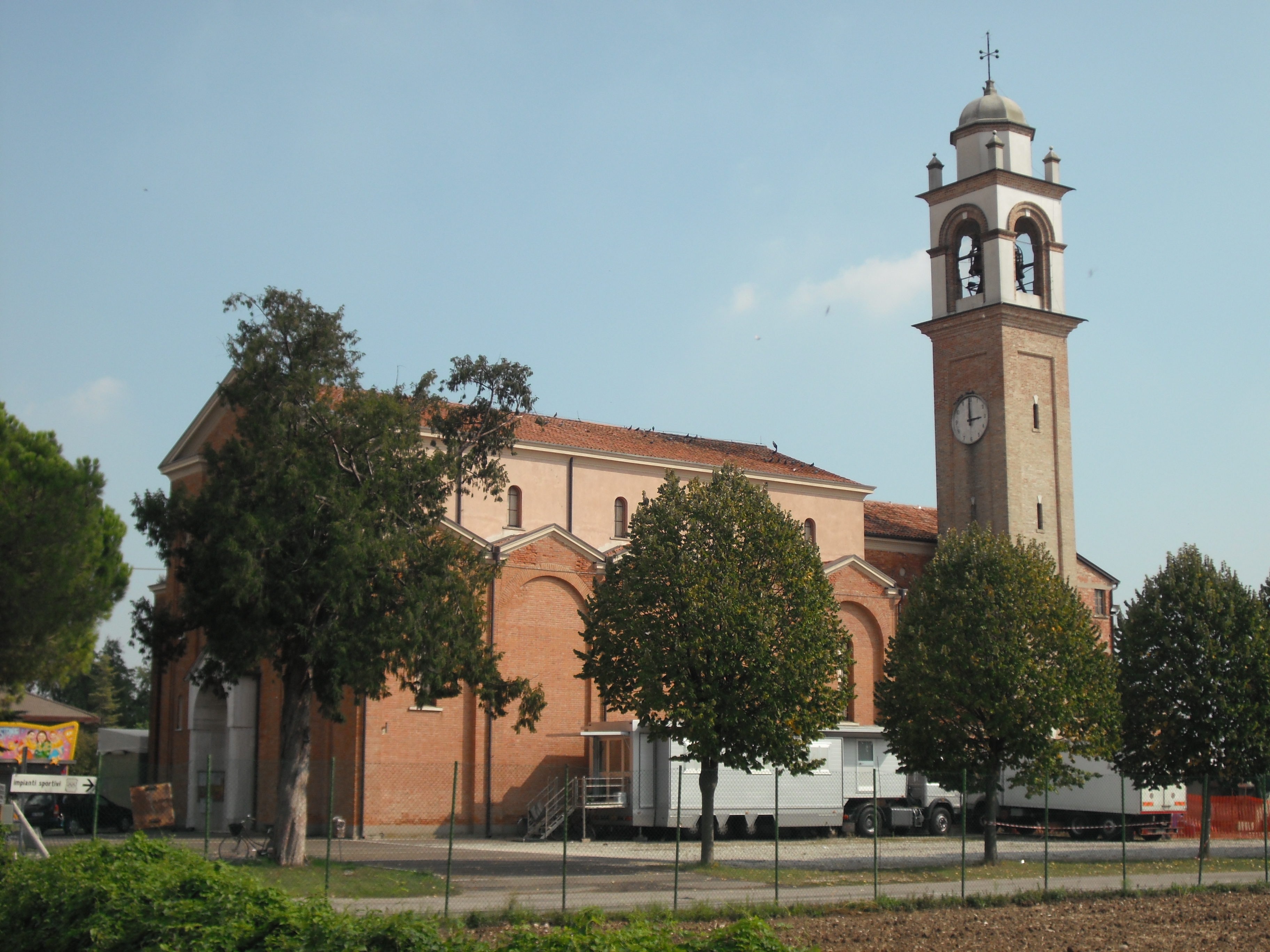
La parrocchiale

La parrocchiale è un edificio recente progettato dall'architetto Gino Vettorazzo e consacrato il 18 marzo 1954; intitolata a Sant'Andrea, dipende dalla Diocesi di Treviso. La chiesa precedente, demolita per fare posto all'attuale, era di antiche origini, citata già nel 1152 come cappella dipendente dai monaci di Casier.

### Il Santuario
Il luogo sacro più rilevante è comunque il Santuario della Beata Vergine delle Grazie, piccola costruzione risalente alla prima metà del Seicento. Sembra che qui, nell'agosto del 1470, una ragazza sordomuta fosse stata miracolosamente guarita in seguito ad un'apparizione della Vergine, la quale le comunicò il desiderio di far erigere una cappella in suo onore.
Inizialmente fu innalzato un modesto sacello nel quale fu collocata un'immagine della Madonna, secondo qualcuno dalla scuola di Tomaso da Modena, secondo altri addirittura del Veronese (ma di fatto, l'autore è del tutto ignoto). Una tradizione afferma inoltre che durante lo scavo delle fondamenta, fu portata alla luce una statua della Vergine col Bambino unita al tronco di un noce che, trasportata nella chiesa di Sant'Andrea, fu miracolosamente ritrovata il giorno dopo sul luogo originario; la statua sarebbe andata perduta, ma il tronco si troverebbe sotto l'altare del Santuario. Accanto alla piccola costruzione doveva esserci anche un campanile: nel 1592, infatti, il vescovo di Treviso Francesco Cornaro stabiliva di suonarvi la campana dell'Ave Maria anche a mezzogiorno.
La chiesa attuale fu costruita però più tardi dal veneziano Zaccaria Bernardo, facoltoso armatore residente nella vicina Zerman. Scampato ad una tempesta presso le coste egiziane, promise alla Madonna di Bonisiolo, a cui attribuì la propria salvezza, di ampliare il sacello in una vera e propria chiesa. Ma la notizia del miracoloso salvataggio si sparse rapidamente nei dintorni: già nel 1601, ancor prima dell'inaugurazione della nuova chiesetta, la parrocchia di Mogliano organizzò un primo pellegrinaggio nel luogo di culto.
Non è chiaro quando il luogo sacro (cui furono annessi la casa del cappellano e un'osteria) fu terminata, certamente lo era nel 1635: in quell'anno, il vescovo Silvestro Morosini lo visitò, giudicandolo "bello e elegante". Nel piano della sagrestia restano ancora le fondamenta del sacello originale.
La chiesa fu eretta a Santuario solo il 7 maggio 1835 dall'allora vescovo Sebastiano Soldati. Ma, come già accennato, le processioni si svolsero sin prima della sua costruzione; un prospetto del parroco don Luigi Pusterla, riportava che nel 1860 la Madonna della Grazie era stata raggiunta da 12.796 pellegrini. Lo stesso don Pusterla si recò due volte a Roma (nel 1850 e nel 1882) per ottenere dal pontefice indulgenze e altri favori spirituali per i pellegrini e il Santuario stesso.

#### L'edificio
A partire dal 1943 il Santuario è stato radicalmente restaurato, sebbene i lavori si fossero interrotti a causa degli eventi bellici. Oggi, gli interni sono abbelliti dagli affreschi realizzati da Giuseppe Urbani De Gheltof e commissionati da un gruppo di ex prigionieri di guerra.
Sull'altare maggiore si trova l'immagine della Madonna col Bambino (di cui si è già parlato sopra), opera di scuola veneta dell'inizio del XVI secolo (forse un affresco staccato dall'antico sacello); le due figure rappresentate sono ornate da due corone in oro massiccio (ma, normalmente, ne sono esposte delle copie), collocate il 1º settembre 1958 in occasione della consacrazione presieduta dal vescovo Antonio Mistrorigo. La teca in cui è conservata l'opera è circondata da un secondo affresco settecentesco.
Un cenno meritano gli ex voto: un documento del 1625 descrive come già le pareti dell'edificio si fossero coperte di oggetti votivi, le quali continuarono ad accumularsi sino all'inizio dell'ultimo restauro, nel 1943. Da allora rimangono quelli contenuti in due bacheche e, soprattutto, quello offerto dallo stesso Bernardo: il modellino di una nave, ricavato dal legno della stessa imbarcazione su cui era a bordo. Un resoconto del 1887 afferma inoltre che di frequente molti oggetti venivano rubati e che tra questi spiccavano donazioni di Pio IX, di Leone XII, di Margherita di Savoia e dell'Imperatrice d'Austria.
La vecchia facciata fu sostituita con l'attuale di gusto secentesco a partire dal 1958 ed è opera dell'architetto Achille Vettorazzo. Il campanile fu iniziato nel 1852.

### Casa Angioli
Quella che si presentava come una vecchia casa colonica posta verso la fine di via degli Angeli, era in origine la sede di una confraternita di religiose legate al convento di Santa Maria degli Angeli di Murano. Il piccolo monastero, che dal 1570 aveva giurisdizione anche sulla parrocchia di Bonisiolo con il diritto di nominarne il curato, fu soppresso nel 1656. In seguito edificio e fondo annesso passavano alla commenda di San Giovanni del Tempio di Treviso e vi rimaneva sino alle soppressioni napoleoniche del 1810.
L'edificio è stato demolito negli anni 2000 per realizzare il raccordo tra la tangenziale di Mestre e il passante.

### La Fossa d'Argine
Ad est della frazione, lungo il confine con Quarto d'Altino e in prossimità del raccordo fra A4 e A57, esiste ancora la Fossa d'Argine, un canale artificiale di antichissime origini scavato per collegare il Sile allo Zero e al Dese. La tradizione la rimanda a Liutprando, re dei Longobardi, e al doge Paoluccio Anafesto, che la realizzarono per segnare i limiti dei rispettivi territori. Citata in un diploma di Carlo Magno dell'803 e in un placito di Ottone III del 998, tutt'oggi la fossa mantiene le sue funzioni di confine dividendo la provincia di Treviso da quella di Venezia.

## Attività economiche
Importanti sono l'agricoltura e ancor più l'industria: Bonisolo è infatti a 1,5 km dalla zona S.P.Z, una piccola area industriale che serve l'intero comune di Mogliano Veneto. A sud dell'abitato è sorto un tratto del nuovo Passante di Mestre che proprio qui va a raccordarsi con l'autostrada A27 Mestre-Belluno.

## Cultura

### Eventi
- Sagra di Bonisiolo - seconda settimana di settembre.

## Galleria d'immagini

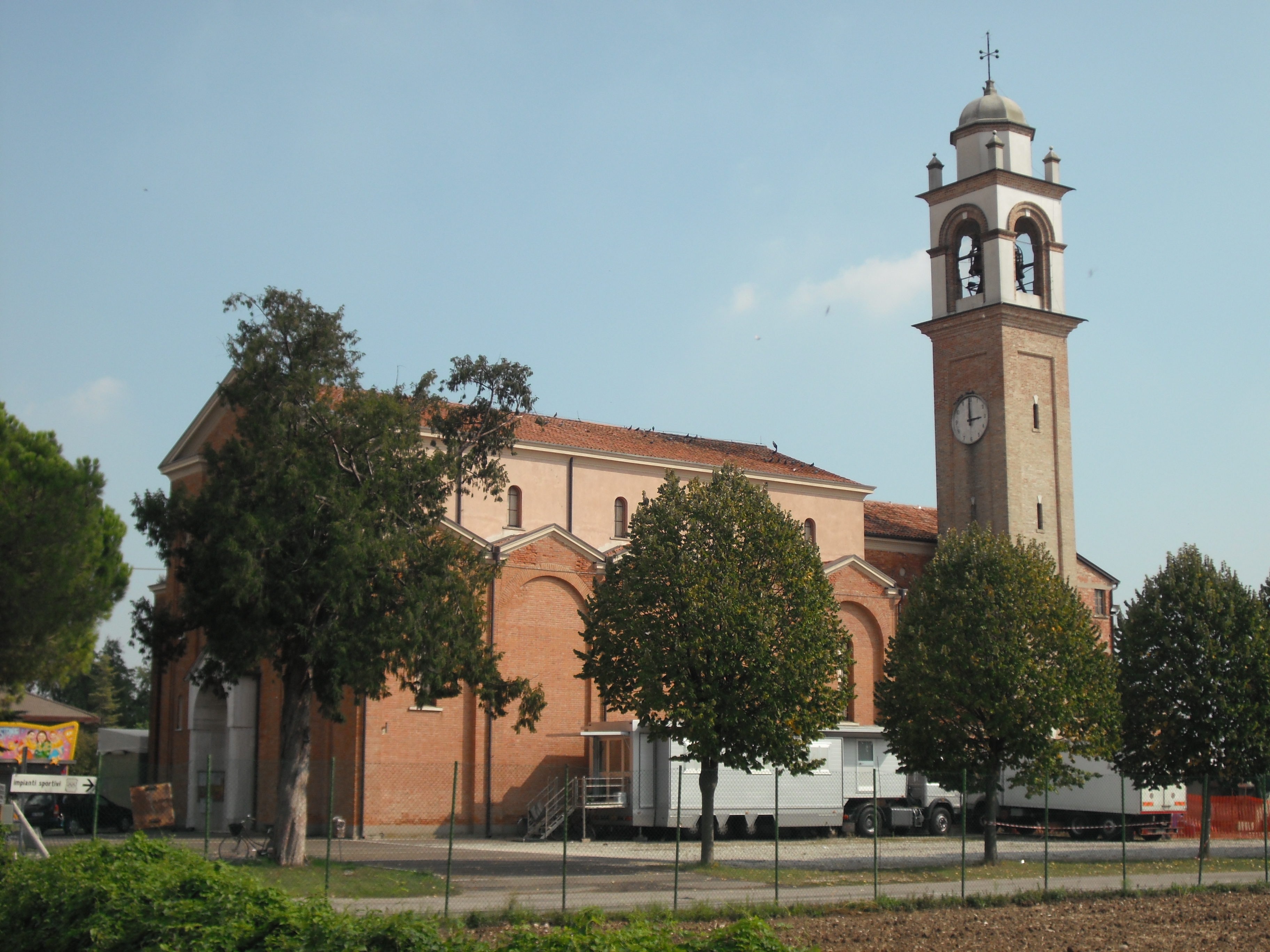
La parrocchiale.
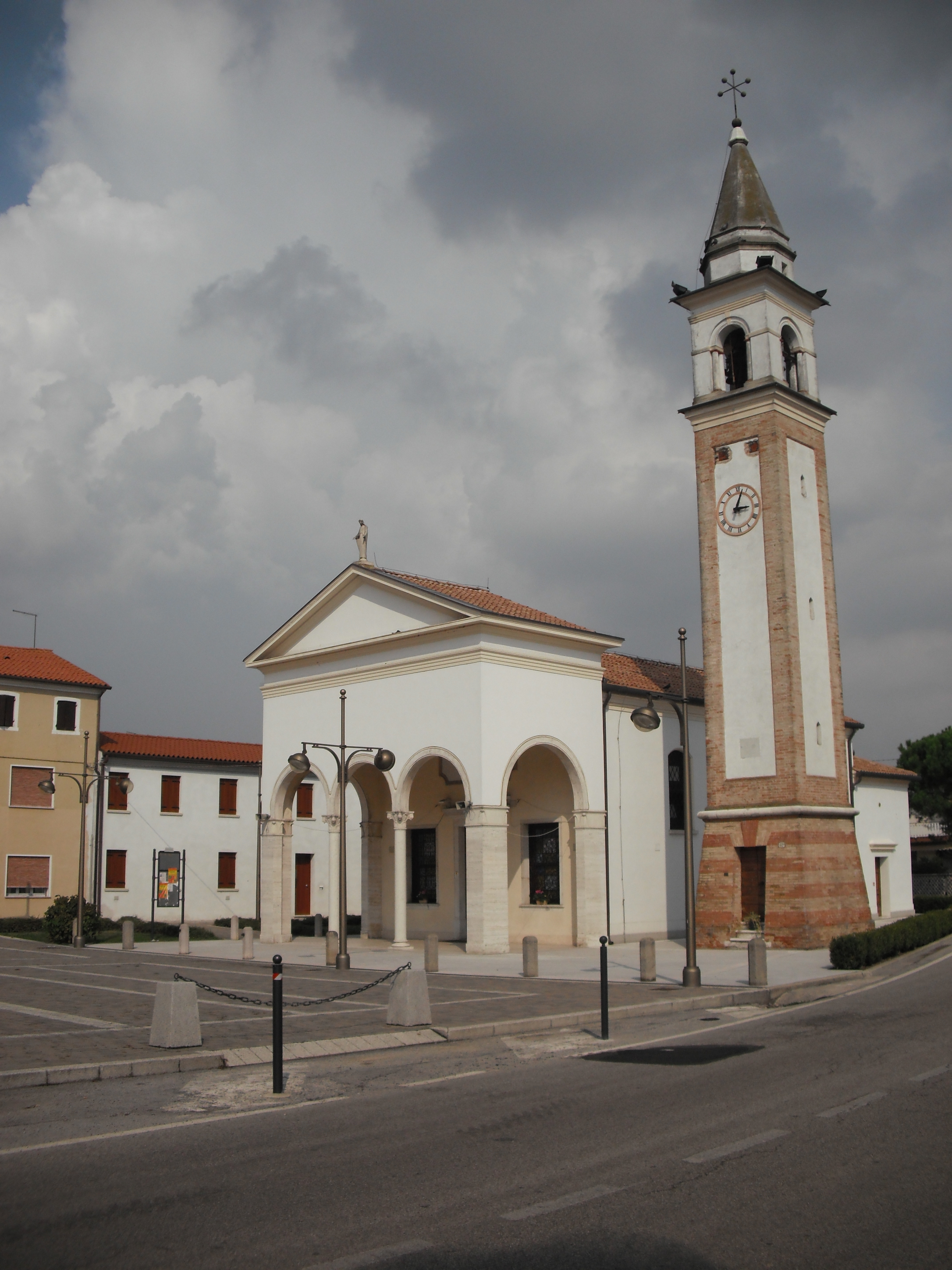
Il santuario.
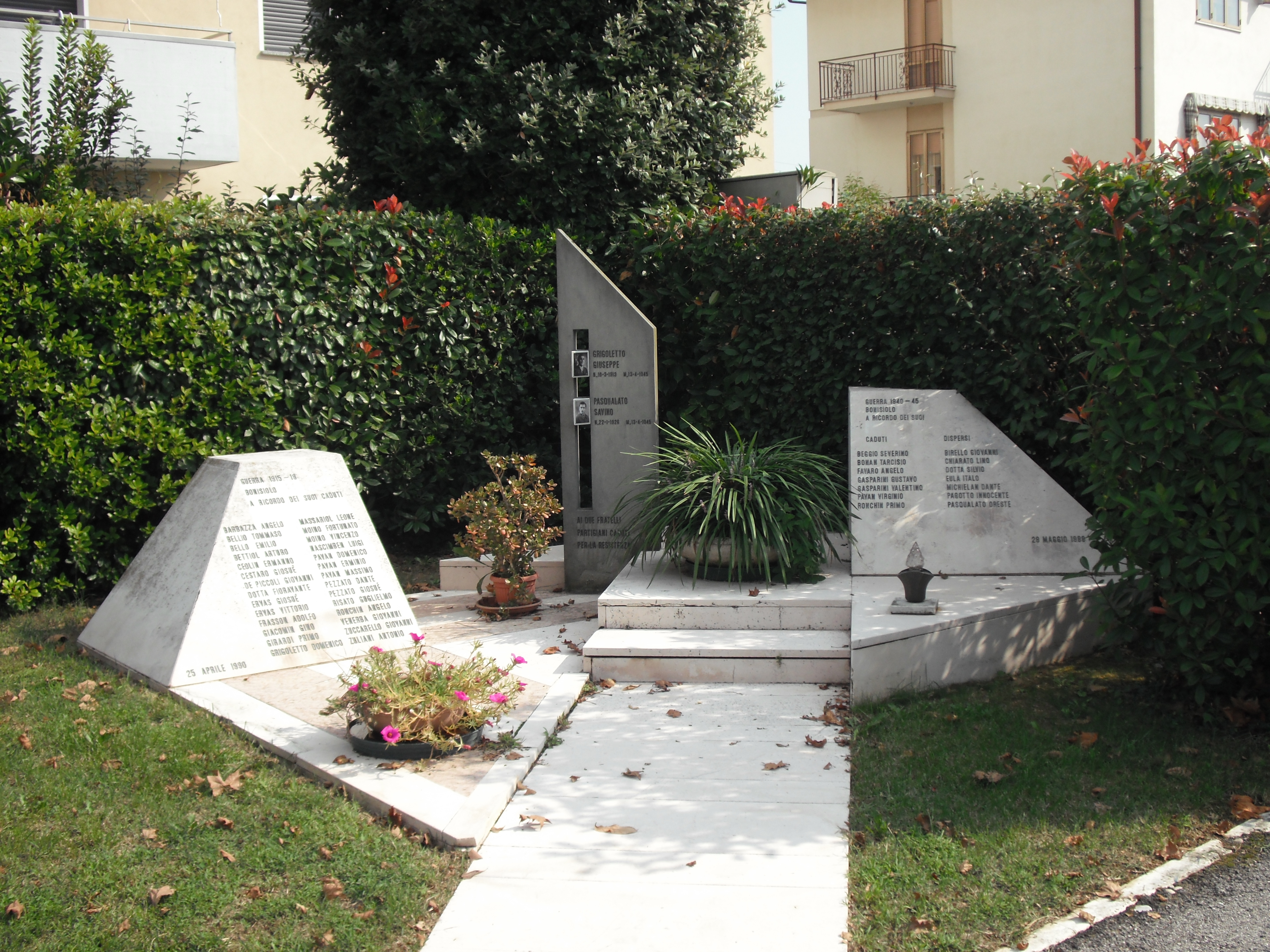
Monumento ai caduti; la lapide al centro ricorda G. Grigoletto e S. Pasqualato, morti durante la Resistenza.
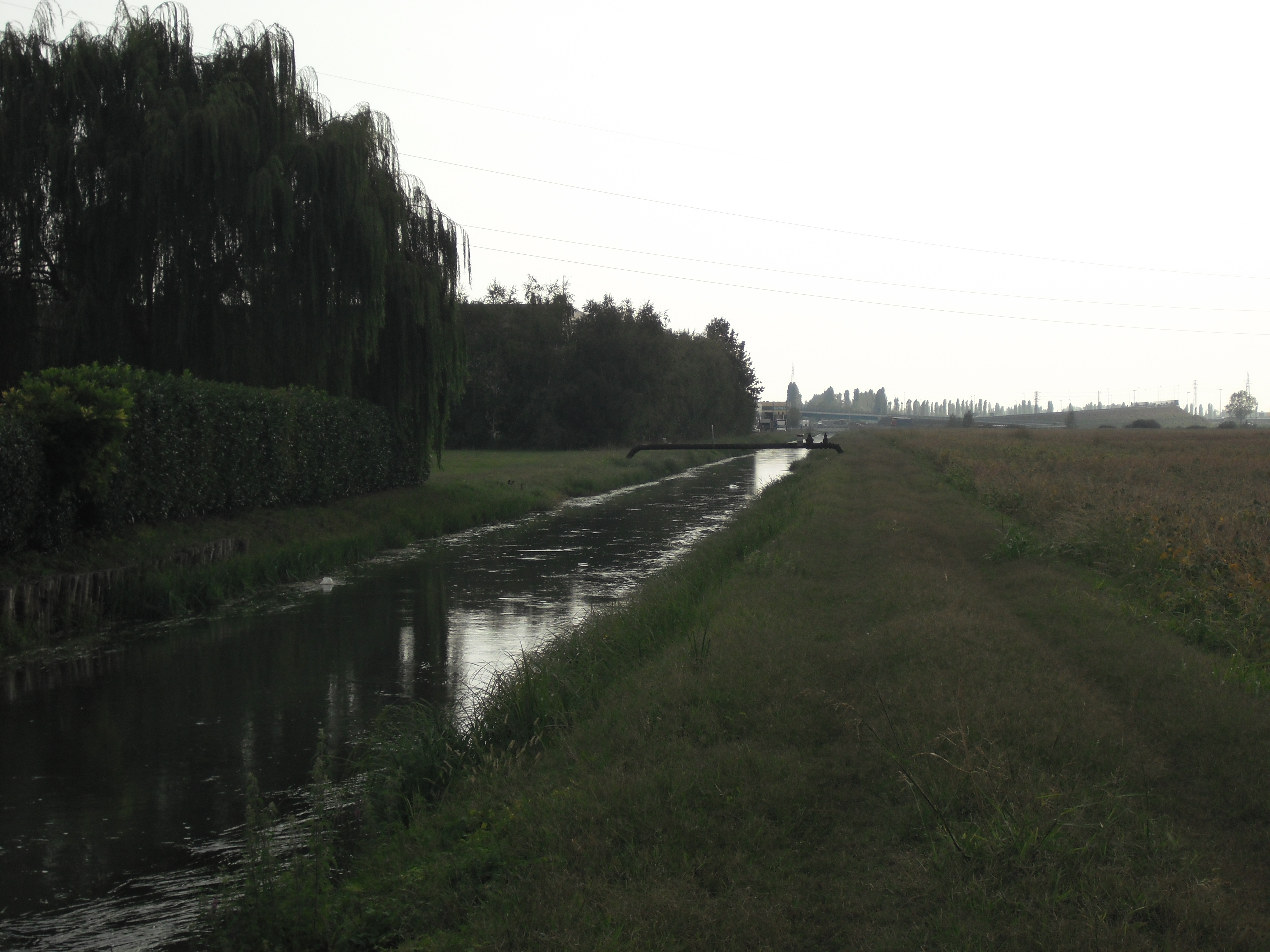
La fossa d'argine.